# Епс (Алабама)
Епс (енгл. Epes) град је у америчкој савезној држави Алабама. По попису становништва из 2010. у њему је живело 192 становника.

## Демографија
Према попису становништва из 2010. у граду је живело 192 становника, што је 14 (6,8%) становника мање него 2000. године.
| Група             | 2000.       | 2010.       |
| Белци             | 32 (15,5%)  | 17 (8,9%)   |
| Афроамериканци    | 173 (84,0%) | 175 (91,1%) |
| Азијати           | 0 (0,0%)    | 0 (0,0%)    |
| Хиспаноамериканци | 0 (0,0%)    | 0 (0,0%)    |
| Укупно            | 206         | 192         |